# قرن الشيعة
القرن الشيعي أو قرن الشيعة هو مصطلح تاريخي يستخدم أحيانًا لوصف الفترة ما بين 945 و1055، عندما كانت الأنظمة الإسلامية الشيعية، وأبرزها الفاطميون والبويهيون ، تسيطر على الأراضي المركزية في العالم الإسلامي. 

## خلفية
بدأت الدولة العباسية في التفتت في أواخر القرن التاسع. أدت سلسلة من الأزمات الداخلية منها فوضى سامراء وثورة الزنج إلى إضعاف الحكومة المركزية وأدت إلى ظهور سلسلة من السلالات الإقليمية في مقاطعات الدولة العباسية. خلال هذا الوقت، تم التعبير بشكل متزايد عن معارضة النظام العباسي المتعثر من قبل الطوائف الشيعية المتطرفة، التي ولد ونما الكثير منها خلال القرن التاسع في منطقة العاصمة العباسية في العراق، قبل أن تنتشر إلى أطراف العالم الإسلامي. 

## صعود النفوذ الشيعي
سمح ضعف النظام العباسي بنشوء عدد من الأنظمة الشيعية في المناطق النائية من العالم الإسلامي، مثل الدول الزيدية في طبرستان (عام 864) واليمن (عام 897)، ولكن الأكثر أهمية إنها قد أتاحت الفرصة لانتشار واسع النطاق للحركة التبشيرية الإسماعيلية السرية، التي أدت إلى إنشاء القرامطة والدولة الفاطمية.  سيطرت الدوبة الفاطمية التي تأسست عام 909 في إفريقية على شمال إفريقيا، وفتحت مصر عام 969، وتوسعت إلى بلاد الشام، بينما أنشأ القرامطة دولة خاصة بهم في البحرين عام 899، وداهموا العراق والشام. وحتى نهب مكة عام 930.
في هذه الأثناء، بعد نهضة مؤقتة في عهد الخليفة المعتضد والمكتفي، تراجعت الخلافة العباسية بسرعة خلال أوائل القرن العاشر نتيجة القيادة غير الفعالة في عهد الخليفة المقتدر بالله بالإضافة إلى الاقتتال الداخلي بين الجيش والبيروقراطيين وسوء الإدارة المالية. وبلغ هذا ذروته في عام 945 في الاستيلاء على بغداد من قبل البويهيين الشيعة، الذين خرجوا من أصول متواضعة ليحكموا معظم أنحاء إيران خلال العقد الماضي.  على الرغم من احتفاظ البويهيين بالخلافة العباسية، إلا أن الخلفاء العباسيين كانوا في القرن التالي دمى عاجزة إلى حد ما تحت سيطرة البويهيين. قام البويهيون برعاية المنح الدراسية الشيعية، وتحت رعايتهم اكتسب الشيعة الاثني عشرية شكلاً محددًا كطائفة وكمجتمع متميز، مع وضع عقيدة اثني عشرية محددة، وإنشاء مهرجانات شيعية محددة وممارسات الطقوس الدينية الشيعية. خلال أواخر القرن العاشر، تحت حكم الحمدانيين في حلب، أصبح شمال سوريا مركزًا رئيسيًا للمذهب الشيعي،  بينما شهدت الفترة نفسها ظهور الطائفتين العلوية والدرزية.

## أهم الدول الشيعية
أهم الدول الشيعية في هذه الفترة هي:
| الدولة                    | المنطقة                                                                 | المذهب                      |
| ------------------------- | ----------------------------------------------------------------------- | --------------------------- |
| الدولة الإدريسية          | المغرب الأقصى وشمال أفريقيا                                             | شيعية زيدية واثني عشرية     |
| الدولة الحمدانية          | الجزيرة الفراتية والعراق                                                | شيعة اثني عشرية             |
| الدولة الفاطمية           | الحجاز ومصر والشام وفلسطين والمغرب الأدنى وإفريقية وصقلية وجنوب إيطاليا | شيعة إسماعيلية              |
| الدولة البويهية           | إيران والعراق وعُمان والجزيرة الفراتية                                   | شيعة اثني عشرية             |
| الإمارة المزيدية          | العراق                                                                  | شيعة اثني عشرية             |
| الدولة الزيدية اليمنية    | اليمن                                                                   | شيعة زيدية                  |
| الدولة العلوية في طبرستان | طبرستان                                                                 | شيعة زيدية                  |
| القرامطة                  | إقليم البحرين                                                           | شيعة إسماعيلية سبعية متطرفة |
| الحشاشون                  | أجزاء من إيران والشام                                                   | شيعة إسماعيلية متطرفة       |

## أهم القادة الشيعة
أهم القادة الشيعة في هذه الفترة:
- سيف الدولة الحمداني
- أبو فراس الحمداني
- عبيد الله المهدي
- المعز لدين الله
- العزيز بالله
- عماد الدولة الديلمي
- عضد الدولة
- شرف الدولة أبو الفوارس
- صدقة الأول
- صدقة الثاني

## النهاية
انتهت فترة الهيمنة الشيعية مع النهضة السنية، وهي عودة للإسلام السني بدأها الخليفة العباسي القادر بالله وإضفاء الطابع الرسمي على المذاهب السنية، والتي تم تنفيذها في المجال السياسي من خلال فتوحات الدولة السلجوقية السنية في منتصف القرن الحادي عشر. وقد عزز الوزير السلجوقي العظيم نظام الملك الهجوم الفكري السني المضاد من خلال رعاية شبكة من المدارس العامة السنية عبر المناطق السلجوقية.  